# Campeonato Sudamericano de Hockey sobre césped masculino de 2013
El Campeonato Sudamericano de Hockey sobre césped masculino de 2013 se llevó a cabo desde el 26 de enero al 2 de febrero de 2013, en San Carlos de Apoquindo, un complejo deportivo ubicado en Santiago de Chile. 
El sistema de la competición fue un formato de todos contra todos, con partidos por el quinto puesto, tercer puesto y final. Argentina se consagró pentacampeón al ganar en la final a Chile por 3-2. Brasil fue tercero tras ganarle a Perú por 4-1 en el partido por la medalla de bronce.

## Equipos participantes
- Argentina
- Brasil
- Chile
- Paraguay
- Perú
- Uruguay

## Primera fase

### Grupo único
– Clasificados a la final.
     – Jugaran el partido por el tercer puesto.
     - Jugaran el partido por el quinto puesto.
| Equipo    | Pts | PJ | V | E | D | GF | GC | DIF |
| --------- | --- | -- | - | - | - | -- | -- | --- |
| Argentina | 15  | 5  | 5 | 0 | 0 | 65 | 2  | +63 |
| Chile     | 12  | 5  | 4 | 0 | 1 | 42 | 7  | +35 |
| Perú      | 7   | 5  | 2 | 1 | 2 | 7  | 34 | -27 |
| Brasil    | 4   | 5  | 1 | 1 | 3 | 8  | 16 | -8  |
| Uruguay   | 4   | 5  | 1 | 1 | 3 | 3  | 22 | -19 |
| Paraguay  | 1   | 5  | 0 | 1 | 4 | 2  | 46 | -44 |

### Resultados
| 26 de enero de 2013 09:00 |      |      |  |  |
| Argentina                 | 19–0 | Perú |  |  |

| 26 de enero de 2013 10:45 |     |         |  |  |
| Brasil                    | 1–2 | Uruguay |  |  |

| 26 de enero de 2013 12:30 |      |          |  |  |
| Chile                     | 17–0 | Paraguay |  |  |

| 27 de enero de 2013 09:00 |     |        |  |  |
| Perú                      | 1–1 | Brasil |  |  |

| 27 de enero de 2013 10:45 |      |          |  |  |
| Argentina                 | 19–1 | Paraguay |  |  |

| 27 de enero de 2013 12:30 |     |         |  |  |
| Chile                     | 8–0 | Uruguay |  |  |

| 29 de enero de 2013 13:30 |      |       |  |  |
| Perú                      | 1–14 | Chile |  |  |

| 29 de enero de 2013 15:15 |     |          |  |  |
| Uruguay                   | 1–1 | Paraguay |  |  |

| 29 de enero de 2013 17:00 |      |           |  |  |
| Brasil                    | 1–10 | Argentina |  |  |

| 30 de enero de 2013 13:15 |     |      |  |  |
| Uruguay                   | 0–1 | Perú |  |  |

| 30 de enero de 2013 16:45 |     |           |  |  |
| Chile                     | 0–6 | Argentina |  |  |

| 30 de enero de 2013 18:30 |     |        |  |  |
| Paraguay                  | 0–5 | Brasil |  |  |

| 1 de febrero de 2013 08:15 |     |      |  |  |
| Paraguay                   | 0–4 | Perú |  |  |

| 1 de febrero de 2013 10:00 |      |         |  |  |
| Argentina                  | 11–0 | Uruguay |  |  |

| 1 de febrero de 2013 11:45 |     |       |  |  |
| Brasil                     | 0–3 | Chile |  |  |

### 5 Puesto
| 2 de febrero de 2013 08:30 |     |          |  |  |
| Uruguay                    | 2–1 | Paraguay |  |  |

## Segunda fase

### 3 Puesto
| 2 de febrero de 2013 10:30 |     |        |  |  |
| Perú                       | 1–4 | Brasil |  |  |

### Final
| 2 de febrero de 2013 18:30 |     |       |  |  |
| Argentina                  | 4–3 | Chile |  |  |

| Campeón del Campeonato Suramericano 2013 |
| ---------------------------------------- |
| Argentina Quinto Título                  |

## Clasificación general
| Pos | Equipo    |
| --- | --------- |
| 1   | Argentina |
| 2   | Chile     |
| 3   | Brasil    |
| 4   | Perú      |
| 5   | Uruguay   |
| 6   | Paraguay  |